# Fiksdal
 (janvier 2025).
Fiksdal ou Fiksdalen est un village de la municipalité de Vestnes, dans le comté de Møre og Romsdal, en Norvège. Il est situé sur la rive ouest du Tomrefjorden (en), à environ 8 km au nord-ouest du village de Tomrefjord (en). L'église de Fiksdal (en) est située dans ce village. Fiksdal est également la ville natale du footballeur international norvégien Kjetil Rekdal.
D'une superficie de 0,31 km2, Fiksdal a une population en 2024 de 225 habitants.

## Galerie

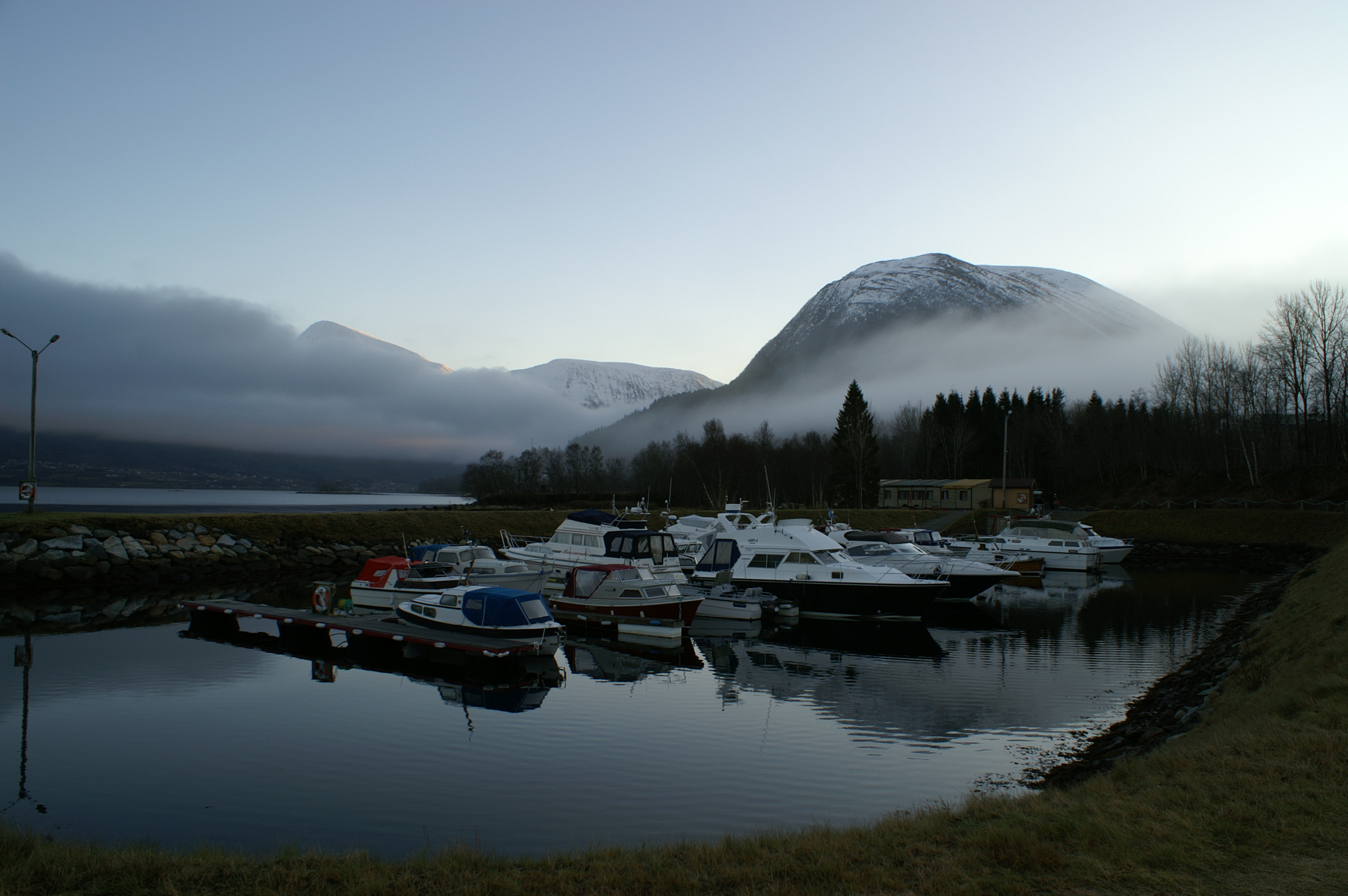
Vue du port de Fiksdal.
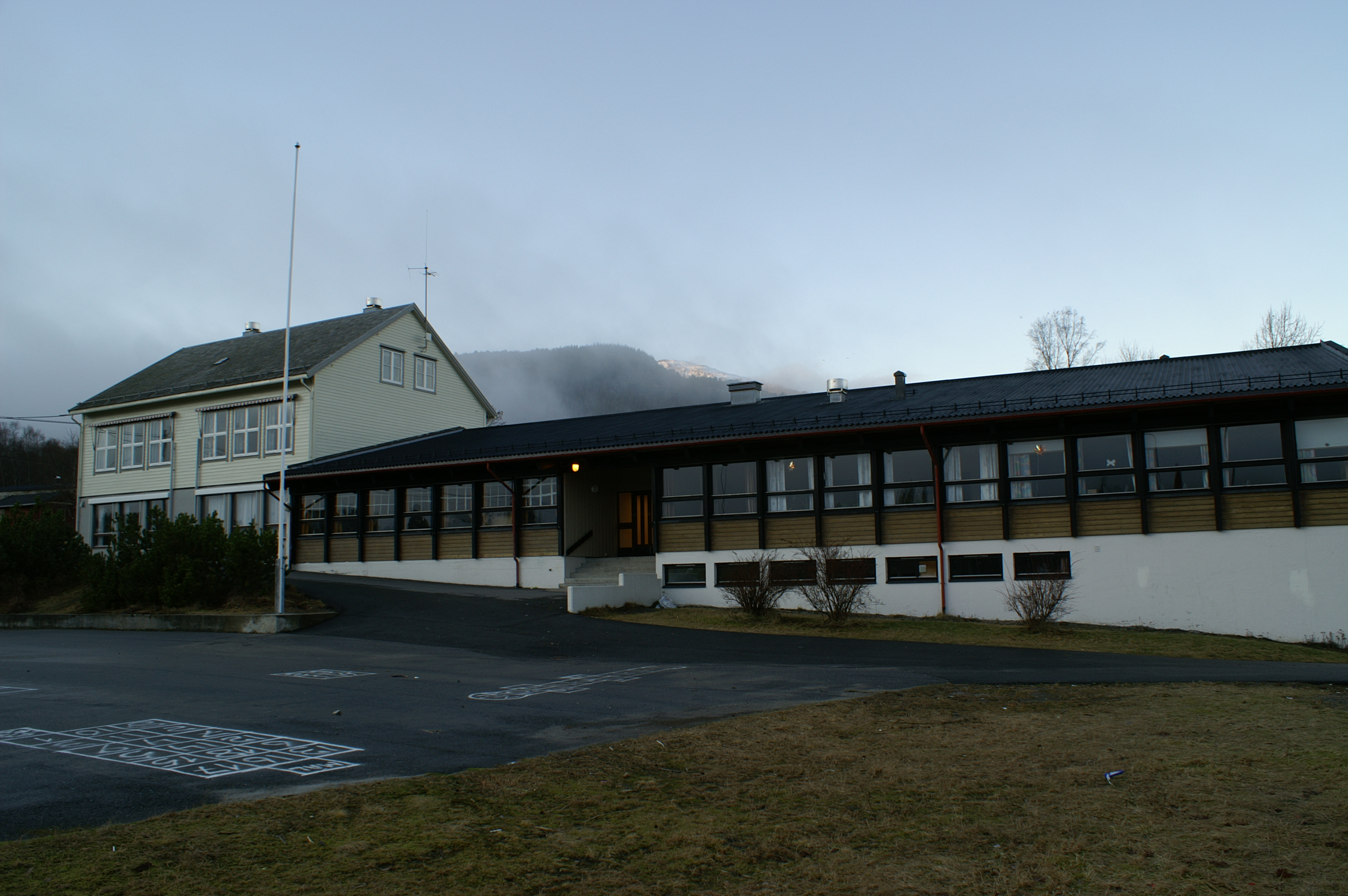
Vue de l'école primaire de Fiksdal.